# Christoph Cellarius

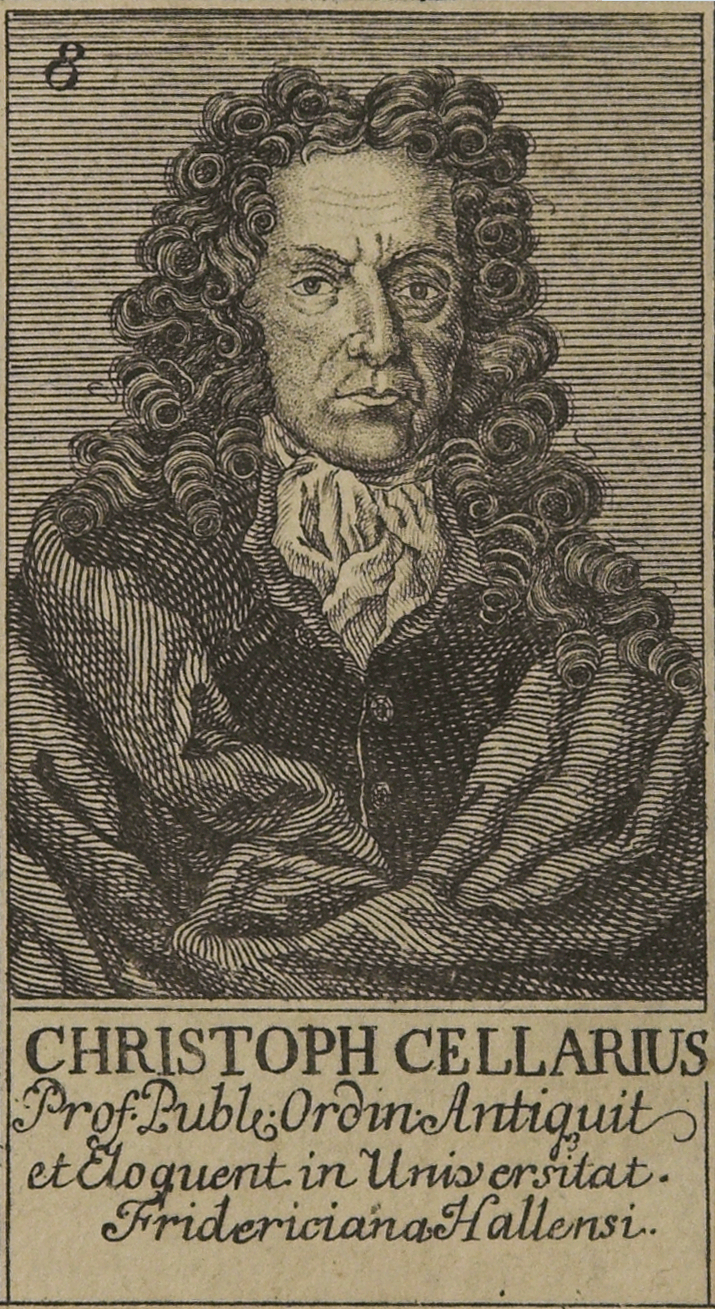
Christoph Cellarius (aus: Johann Christoph von Dreyhaupt: Beschreibung des Saalkreises, 1750)

Christophorus Cellarius (mit bürgerlichem Namen Christoph Martin Keller; * 22. November 1638 in Schmalkalden; † 4. Juni 1707 in Halle an der Saale) war ab 1694 Professor für Rhetorik und Geschichte an der neu gegründeten Friedrichs-Universität in Halle (heute Martin-Luther-Universität Halle-Wittenberg).
Er förderte durch seine Veröffentlichungen nicht nur die lateinische Sprachwissenschaft, sondern auch die Geographie, Altertumskunde und Geschichtswissenschaft. Mit seiner dreibändigen Historia Universalis (1702) machte er die Einteilung der Geschichtswissenschaft in Alte, Mittelalterliche und Neue Geschichte kanonisch. Zuvor wurde Universalgeschichte nach der Abfolge von insgesamt vier aufeinander folgenden Weltreichen periodisiert.

## Biographie
Christophorus Cellarius besuchte das Lyceum seiner Geburtsstadt, wo sein Vater Superintendent war, und studierte ab 1656 an der Universität Jena sowie ab 1659 an der Universität Gießen klassische und orientalische Sprachen, Geschichte, Theologie, Philosophie, Jura und Mathematik. Er schloss seine Studien 1666 in Gießen mit dem Grad eines Magisters der Philosophie ab. 1667 wurde er von Herzog August als Professor für hebräische Sprache und Ethik am Gymnasium von Weißenfels angestellt. Ab 1673 war er dort Rektor. Die Qualität seines Unterrichts und seiner gelehrten Abhandlungen machten ihn bald so bekannt, dass er noch im Jahr 1673 Rektor des Gymnasiums in Weimar wurde und 1676 die Leitung der Stiftsschule Zeitz übernahm, der er hohes Ansehen verschaffte. 1688 beförderte man ihn zum Rektor der Domschule Merseburg.
Als der Kurfürst Friedrich III. von Brandenburg 1694 die Universität Halle gründete, wurde Cellarius zum Professor für Rhetorik und Geschichte berufen. Er verfasste die Statuten der Philosophischen Fakultät und leitete ab 1696 die Bibliothek und das Lehrerseminar (Seminarium Praeceptorum), das August Hermann Francke gegründet hatte. Ab 1697 stand er an der Spitze des ersten deutschen Philologischen Seminars (Collegium elegantioris litteraturae) und war 1697/98 Prorektor der Universität. Da in jener Zeit der Andrang Studierender zu den philologischen Seminaren nicht sehr groß war, blieb ihm Zeit genug, sich durch eine umfangreiche schriftstellerische Tätigkeit Verdienste zu erwerben. Im Dezember 1701 wurde er als auswärtiges Mitglied in die damalige Königlich Preußische Sozietät der Wissenschaften aufgenommen.

## Werke
Cellarius hat der Nachwelt eine umfangreiche wissenschaftliche Arbeit als Frucht seiner Lehrtätigkeit am Gymnasium und an der Universität hinterlassen. Man kann es drei Schwerpunkten zuordnen: Eine erste Gruppe ist auf den Sachunterricht zentriert und umfasst Schriften zu Geschichte, Geographie und Altertumskunde. Die zweite Gruppe gliedert sich in Werke zur lateinischen Sprache und diente dem elementaren lateinischen Sprachunterricht. Dem gleichen Zweck diente die dritte Gruppe, die aus Editionen zahlreicher lateinischer Autoren besteht.

### Zur ersten Gruppe: Geschichte, Geographie und Altertumskunde

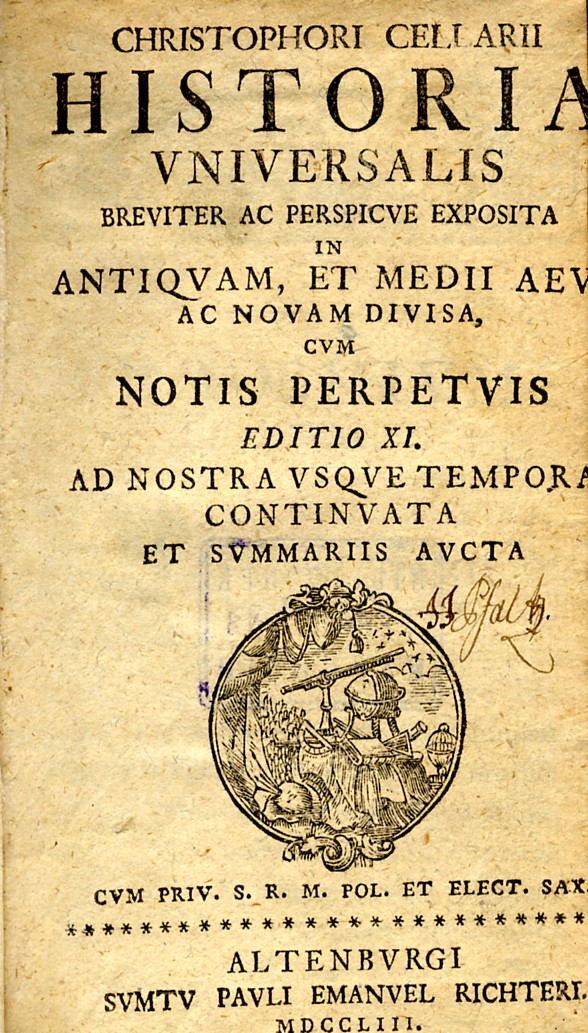
Cellarius’ Historia universalis (Titelseite der beim Verlag Richter in Altenburg erschienenen 11. Auflage von 1753)

Zu nennen ist hier an erster Stelle ein Kompendium zur allgemeinen Geschichte, das auf einem gründlichen Quellenstudium beruhte und eine bis heute nachwirkende Bedeutung hat: 1685 hatte er bereits eine Historia Antiqua zur Alten Geschichte veröffentlicht, der er dann in der Zeit seiner Tätigkeit als Universitätsprofessor 1698 eine Historia Medii Aevi zum Mittelalter und 1702 eine Historia Nova zur Neuen Geschichte folgen ließ. Letztere umfasste das 16. und 17. Jahrhundert. Alle drei Einzelwerke wurden erstmals 1702 zum Gesamtwerk einer dreibändigen Historia universalis breviter ac perspicue exposita, in antiquam, et medii aevi ac novam divisa, cum notis perpetuis zusammengefasst und in Jena publiziert. Das Werk wird meist Historia tripartita abgekürzt. Es erlebte zahlreiche Neuauflagen. Sie „belegen, dass das Werk den Beifall der Zeitgenossen und nachfolgenden Generationen fand“. Die letzte, hier in der Titelseite dokumentierte, ist die 11. Auflage mit dem Untertitel: Ad nostra usque tempora continuata et summariis aucta. Sie erschien 1753 beim Verlag Richter in Altenburg mit einem unveränderten Neudruck 1765.
Wirkungsmächtig wurde die Historia Universalis vor allem dadurch, dass sich mit ihr in der Geschichte der Geschichtsschreibung die Periodisierung in Altertum, Mittelalter und Neuzeit etablierte. Seitdem ist diese Einteilung der Geschichte kanonisch geworden und wird heute als wesentliche methodische Voraussetzung für eine wissenschaftliche Beschäftigung mit ihr angesehen. Zumindest als Verständigungsmittel sind diese Begriffe in der heutigen Geschichtswissenschaft unentbehrlich, auch wenn sich die Einteilung nur auf den europäisch-mediterranen Raum im engeren Sinne bezieht. Sie gibt zudem eine evangelische Sicht der welthistorischen Bedeutung der Reformation wieder.
Cellarius’ Vorliebe für die Geschichtswissenschaft und Altertumskunde offenbaren auch zwei Werke, die postum veröffentlicht wurden: Ein realkundliches Breviarium (ab 1748 ‚Compendium‘) antiquitatum Romanarum, Halle 1715 (u.ö.), also einen Abriss der römischen Altertümer, sowie die Dissertationes academicae varii argumenti, hrsg. von J. G. Walch, Leipzig 1712.
Ähnlich wirkmächtig wie die Historia universalis waren die zwei geographischen Werke des Cellarius: Die Geographia antiqua iuxta et nova, Zeitz/Jena 1687 und die Notitia orbis antiqui sive geographia plenior ab ortu rerum publicarum ad Constantinorum tempora orbis terrarum faciem declarans, 2 Bände. Leipzig 1701–1706. Durch beide Werke wurde Cellarius zum „Begründer des universitären Geographieunterrichts“.

### Zur zweiten Gruppe: Latinistik
Noch in der Zeit, als er Gymnasialdirektor in Zeitz und Merseburg war, hatte sich Cellarius einen Namen als Autor von zwei sprachlich-stilistischen Arbeiten in der Tradition der Antibarbari-Literatur gemacht: Curae posteriores de barbarismis et idiotismis sermonis latini, Zeitz 1680, und Curae posteriores de barbarismis et idiotismis sermonis Latini, Jena 1687. In diesen beiden Schriften wandte sich Cellarius gegen die zahlreichen Barbarismen und Neologismen der Spätantike sowie des Mittel- und zeitgenössischen Neulateins, die ihm bei der Lektüre der Texte aufgefallen waren. Ihm lag die idiomatisch korrekte lateinische Ausdrucksweise am Herzen, für die er sich freilich „nahezu ausschließlich auf die Buchautorität der ant. Autoren berief.“. Dabei stufte er ihre Autorität gemäß der Periodisierung der lateinischen Literatur nach den antiken Metallweltaltern ab. In der berühmten Schrift De Latinitatis mediae et infimae aetatis liber, sive Antibarbarus, Zeitz 1677, schöpfte Cellarius aus Vorgängerarbeiten und beschränkte sich darauf, anhand alphabetisch geordneter Vokabelverzeichnisse vor dem fehlerhaften Gebrauch einzelner Wörter oder Wortverbindungen zu warnen. Dagegen stellte er in den Curae posteriores, die auf einer eigenständigen Prüfung der antiken Literatur beruhen, diesen verba damnanda Verzeichnisse zu Unrecht inkriminierter Wörter und Wortverbindungen entgegen.

Cellarius’ liber memorialis (Ausgabe Berlin 1738)

Dem elementaren lateinischen Sprachunterricht dienten drei weitere Werke: Eine Orthographia Latina ex vetustis monumentis, Halle 1702 und – als Produkt seiner Merseburger Lehrtätigkeit – das Buch Latinitatis probatae et exercitae liber memorialis, Merseburg 1689, kurz liber memorialis genannt. Dieses hat das Studium der lateinischen Sprache sehr gefördert. Die Schrift wurde in zahlreiche Sprachen übersetzt. Als dritte Publikation ist ein sehr erfolgreiches kleines Vocabularium zu nennen, das oft zusammen mit einer in Deutsch verfassten Grammatik und dem Titel Erleichterte lat. Grammatica in Merseburg 1689 (und öfter) gedruckt wurde.

### Zur dritten Gruppe: Edition lateinischer Autoren
Während seiner Universitätslaufbahn edierte Cellarius zahlreiche lateinische Autorentexte: Neben Auswahlausgaben von Ciceros Reden (1678) und Briefen (1698), die Plinius-Briefe (1693) sowie die Historiker C. Iulius Caesar, 1705 und Velleius Paterculus. Sämtliche Ausgaben „bringen zwar keinen textkritischen Fortschritt, bieten aber in klarer Form das für das Textverständnis Notwendige.“ Neuartig sind die geographischen Karten, die mehreren Ausgaben, zum Beispiel der des Plinius, hinzugefügt wurden.
Auch wenn Cellarius im Urteil der jüngsten Forschung nicht als „originelle wissenschaftliche Persönlichkeit“ eingeschätzt wird, entfalteten „seine kompendienartig angelegten Werke noch lange nach seinem Tod im Schul- und Universitätsbetrieb eine nicht unbeträchtliche Wirkung.“ Bahnbrechend für die Geschichtswissenschaft war und bleibt bis heute die neue Periodisierung der Geschichte in Alte, Mittelalterliche und Neue Geschichte.

## Die Bedeutung des Christophorus Cellarius für die Geschichtswissenschaft
Vor der Historia tripartita des Cellarius galt – mit mehr oder weniger wichtigen Varianten – die Abfolge von Weltreichen als gängiges Ordnungsprinzip. Nach diesem wurde mehr als zwei Jahrtausende Weltgeschichte gegliedert und verstanden (Vier-Reiche-Lehre). Nicht nur politische und geistesgeschichtliche Ereignisse wurden chronologisch an diesem Ordnungsprinzip fixiert. Es konnte auch zum Mittel eschatologischer Propaganda werden.

### Der Ursprung des alten Ordnungsprinzips der Abfolge von Weltreichen (Reichssukzession)
In ihrer ältesten Form ist die Abfolge der Weltreiche auf drei beschränkt: Assyrer-Meder-Perser. Sie liegt der Gliederung der altorientalischen Geschichte bei Herodot (I 95 und I 130, 1) um die Mitte des 5. Jahrhunderts v. Chr., noch früher bei Hellanikos von Lesbos (ca. 480–400) in seinem Werk Persika zugrunde. Herodot, Vater der europäischen Geschichtsschreibung, lässt dieser von ihm dynastisch-annalistisch dargestellten Epoche die Phase der Abwehrkämpfe folgen, welche die demokratisch verfasste Polis Athen gegen das Perserreich führte.
Aus der Perspektive Athens bleibt die Abfolge der drei Reiche eine orientalische Angelegenheit. Erst Alexander der Große weitete mit der Eroberung des Perserreiches um 330 v. Chr. das alte Denkmodell auf die gesamte zivilisierte Welt (Oikumene) aus. Ihm folgten die Römer nach der Übernahme der Weltherrschaft spätestens seit der Eroberung des Ptolemäerreiches Ägypten durch Octavian (ab 27 v. Chr.: Augustus) im Jahr 30 v. Chr. Da man Meder und Perser mit ihren zwei aufeinander folgenden Weltreichen schon bald zu einem einzigen vereinte, galt bis zu Cellarius die kanonische Abfolge von vier Weltreichen (Assyrer, Perser, Griechen und Römer). Dieses Konzept spiegelt sich bereits sehr deutlich in Plutarch, de fortitudine 4, p. 317 F, der Übergang der Weltherrschaft von Alexander auf Augustus zusätzlich noch in dem Selbstzeugnis des Kaisers (Res gestae, Kap. 34: potitus rerum omnium für zur Allgewalt gelangt) wider.
Eingeführt wurde das älteste Konzept der drei Reiche in der sog. Achsenzeit von Kyros II., dem Großen (559–529 v. Chr.), der die Perser von der Oberhoheit des Mederkönigs Astyages, ihres Lehnsherrn, befreite und das persische Weltreich der Achämeniden begründete. Das geschah wohl nach der Eroberung von Babylon 539 v. Chr.; denn die Einpassung des Keilschrift-Fragments 2504 der Nies-Collection in die Kyros-Zylinder-Inschrift durch P.-R. Berger 1975 = Borger 1984 beweist:
- Kyros wird in dem bisher schon bekannten Zylinder-Text von dem Götterkönig von Babylon, Marduk, nach der kampflosen Einnahme der Stadt für die Weltherrschaft erwählt.[10]
- Im neuen dazugehörigen Textfragment beruft sich Kyros, indem er babylonische Traditionen umgeht, ausdrücklich auf den letzten bedeutenden neuassyrischen Weltherrscher Assurbanipal (669 bis ca. 627 v. Chr.) als seinen „Vorgänger“.

Dieser gehörte der Dynastie der Sargoniden an. Sie begründete seit Sargon II. (722–705 v. Chr.) ihren Weltherrschaftsanspruch historisch damit, dass sie sich bewusst an das Vorbild von Sargon I. (2340–2284 v. Chr.) von Akkad anlehnte. Er galt als legendärer Ninus Assyriorum und Sohn des Götterkönigs Bêl (= Assur) nach römischen Universalhistorikern als erster Weltherrscher des Altertums.
In der Tat hatte er von Mesopotamien, dem heutigen Irak, aus das erste Großreich der Weltgeschichte in Vorderasien begründet, das zeitweise von Südwestiran bis nach Syrien, an den Libanon und nach Kleinasien (Kappadokien) reichte. Es gliederte sich administrativ in Provinzen mit abhängigen Statthaltern an der Spitze. Dieser erste Zentralstaat Mesopotamiens wurde von seinem Enkel Narâm-Sîn (2254–2218 v. Chr.) erneuert. Er nannte sich „Gemahl der (Götterkönigin) Ischtar Annunitum“. In dieser Rolle setzte er seinem Namen das Gottesdeterminativ voran, ließ sich auf seiner berühmten Siegesstele mit der Hörnerkrone, dem Symbol der Göttlichkeit, darstellen und war der erste Herrscher Mesopotamiens, der sich als „Gott von Akkad“ anbeten ließ. In der späteren Überlieferung galt bereits Sargon I. als Liebling der Göttin und die ganze Periode des von ihm geschaffenen und von seinem Enkel durch weitere Eroberungen noch vergrößerten Reiches als „Amts-“ oder „Regierungszeit“ Ischtars.
Seitdem ist in Vorderasien mit dem Konzept der „Weltherrschaft“ – wie im nordafrikanischen Pharaonenstaat Ägyptens seit Beginn des Alten Reiches ca. 2700 v. Chr. – untrennbar ein Herrscherkult verbunden, in dessen Mittelpunkt der Gottkönig als Sohn und menschliche Inkarnation des Schöpfergottes steht, der von den Untertanen göttliche Verehrung beansprucht. Dieses Erbe der altorientalischen „Schöpfungsherrschaft“, nach welcher die irdische Herrschaft die kosmische Herrschaft des Schöpfers und Götterkönigs abbilden und sich von daher legitimieren soll, traten dann Kyros der Große und seine Nachfolger an. Sie ersetzten lediglich den Götterpantheon der Assyrer durch ihren eigenen mit Ahura Mazda an der Spitze und der Göttin Anâhitâ als Nachfolgerin der Ischtar.
Nach diesen Überlegungen ist nicht mehr verwunderlich, dass der Autor des Danielbuches, das zwischen 167 und 163 v. Chr. entstand, eine seiner Weissagungen (10,1), die das Bild der vier Reiche benutzt, in die Regierungszeit Kyros des Großen verlegte.

### Die Abfolge der vier Weltreiche des Altertums als Ordnungsprinzip des Mittelalters und der frühen Neuzeit
Der Reichssukzession durch Übertragung des Sitzes der hegemonialen Macht von den Assyrern auf die Perser, von diesen auf die Griechen durch Alexander den Großen und von den Griechen schließlich auf Rom entspricht auf der Ebene der Götter die Übertragung der Herrschaft über den Götterpantheon von Marduk auf Ahura Mazda, dann auf Zeus und schließlich auf Jupiter.
Als das „monotheistische“ Christentum unter Kaiser Theodosius I. 391/92 n. Chr. zur alleinigen Staatsreligion mit Glaubenszwang geworden war, trat Jesus Christus in der Göttersukzession an die Stelle von Jupiter. Daher war – anders als in den vorausgehenden heidnischen „henotheistischen“ Religionen – eine Weiterentwicklung der vier Reiche im christlichen Mittelalter und in der Neuzeit ausgeschlossen. Noch Kaiser Justinian I. (527–565 n. Chr.), der oft als letzter römischer Imperator auf dem oströmischen Kaiserthron angesehen wird und der Konstantinopel zur Hauptstadt des ganzen Mittelmeerraumes als einer politischen, rechtlichen und kulturellen Einheit erhob, hatte sich zum Ziel gesetzt, das Imperium (Reich) der christlichen Oikumene (Welt) entsprechen zu lassen.
So galt das Imperium Christianum von Kaiser Karl dem Großen seit dessen Krönung in der Peterskirche von Rom durch Papst Leo III. am 25. Dezember 800 n. Chr. als Fortsetzung des römischen Weltreiches. Das wird seit Papst Innozenz III. (1198–1216) als Translatio imperii (= Reichssukzession) auf die Franken interpretiert. Die Kaiserkrönung Ottos des Großen 962 n. Chr. bedeutete dementsprechend die Übertragung des römischen Weltreiches auf die „Deutschen“.
Seit 962 entwickelte sich das vierte (römische) Weltreich schrittweise zum Heiligen Römischen Reich (lat. Sacrum Romanum Imperium). Seit dem 15. Jahrhundert setzte sich allmählich der Zusatz Deutscher Nation (lat. Nationis Germanicae) durch (Heiliges Römisches Reich Deutscher Nation).
Der Begriff Imperium Romanum ist urkundlich zuerst 1034 unter Konrad II. bezeugt. Als Sacrum Imperium wird es ab 1157 in Urkunden Kaiser Friedrichs I. charakterisiert, um in Anlehnung an das römische Kaiserrecht Justinians die sakrale Würde gegenüber der Heiligen Kirche (sancta ecclesia) zu betonen. Seit dem 11. Jahrhundert wurde das Westreich als ausschließlicher Nachfolger des Imperium Romanum gesehen: Dieses war 800 durch Translatio imperii a Graecis ad Francos auf die Franken, 962 durch eine weitere Translation auf die Deutschen gekommen. Die Wendung Sacrum Romanum Imperium bürgerte sich in Urkunden seit 1254 ein, während der Zusatz „deutscher Nation“ erst im 15. Jahrhundert hinzugefügt wurde, um den nationalen Anspruch der deutschen Kaiser auf das Erbe des römischen Reiches zu propagieren. Die Translationstheorien bestimmten bis zum 17. Jahrhundert weitgehend die Auffassung vom Kaisertum.
Das Heilige Römische Reich deutscher Nation überdauerte Cellarius und wurde erst 1806 aufgelöst.

### Die Einführung einer neuen, bis heute gültigen Periodisierung der Geschichte in Alte, Mittelalterliche und Neue Geschichte
So wurden mehr als zwei Jahrtausende Weltgeschichte im Bewusstsein einer inneren Einheit von Altertum, Mittelalter und Neuzeit und der Fortdauer der Weltreichsidee nach dem Vorbild eines altorientalisch-persischen Konzepts der Abfolge von Weltreichen mit entsprechender Sukzession im Götterhimmel begriffen. Dieses Ordnungsprinzip war an der Kontinuität und Einheit der Geschichte orientiert. Erst Cellarius gelang es mit seiner Neueinteilung der Geschichte in Altertum, Mittelalter und Neuzeit, das alte Ordnungsprinzip außer Kraft zu setzen. Darin liegt sein großes Verdienst, das es rechtfertigt, ihn der Vergessenheit zu entreißen und ihm ein bleibendes Andenken zu bewahren. Die Frage, aus welchen Motiven er die sehr alte Periodisierung durch die neue ersetzte, lässt sich nicht schlüssig beantworten. Sicher ist nur soviel, dass Cellarius in der Einleitung seiner Historia Tripartita (im Nachdruck von 1753, S. 4 ff.) das alte Periodisierungschema nach Weltreichen in der Abfolge Assyrer, Meder und Perser dem antiken Historiker Ktesias von Knidos zuschrieb, und die weitere Nachfolge im Weltreich Alexanders des Großen und der Diadochen schließlich von den Römern und dem christianisierten Weltreich des spätrömischen Kaisers Konstantins des Großen übernommen sah (a. O. S. 7–11). Durch die Reformationsbewegung Luthers schien ihm dieses Periodisierungsschema überholt (a. O. S. 11), so dass er es durch seine neue Einteilung in Alte, Mittelalterliche und Neue Geschichte – frei von den Implikationen der Weltreichsideologie einer autoritären, christlich-katholisch geprägten Universalmonarchie – ersetzen wollte (vgl. a. O. S. 11 f.).
Sein Ordnungsprinzip, so unverzichtbar es heute für die Geschichtswissenschaft auch ist, betont freilich – und das ist die Kehrseite der Medaille – stärker die Trennungszonen der Geschichte. Doch führt allein die Besinnung auf beide Konzepte der Periodisierung zu der richtigen Erkenntnis, dass in der Geschichte der Aspekt der Diskontinuität und des Kontrastes mindestens so wichtig ist wie jener der Kontinuität. Aus dieser Perspektive betrachtet können und müssen Alte Geschichte wie Mittelalterliche Geschichte als „das nächste Fremde“ zur Moderne weiterhin einen unverzichtbaren Beitrag zu einem vertieften Gegenwartsverständnis leisten. Außerdem ist mit Alfred Heuß zu bedenken, dass „der Gegensatz von Altertum und Mittelalter nur sinnvoll ist, so weit sich das Römische Reich und seine Grenzgebiete erstreckten, also für Europa, für Kleinasien, Syrien, Mesopotamien, Persien und für Ägypten und Nordafrika. Jenseits dieses Umkreises aber, überall da, wo die Wirkung dieser großen europäisch-vorderasiatischen Wende nicht hinreichte, kann sie keinen Schatten einer Berechtigung für sich in Anspruch nehmen.“